# Laphria flavicollis
Laphria flavicollis är en tvåvingeart som beskrevs av Thomas Say 1824. Laphria flavicollis ingår i släktet Laphria och familjen rovflugor. Inga underarter finns listade i Catalogue of Life.